# NGC 1156

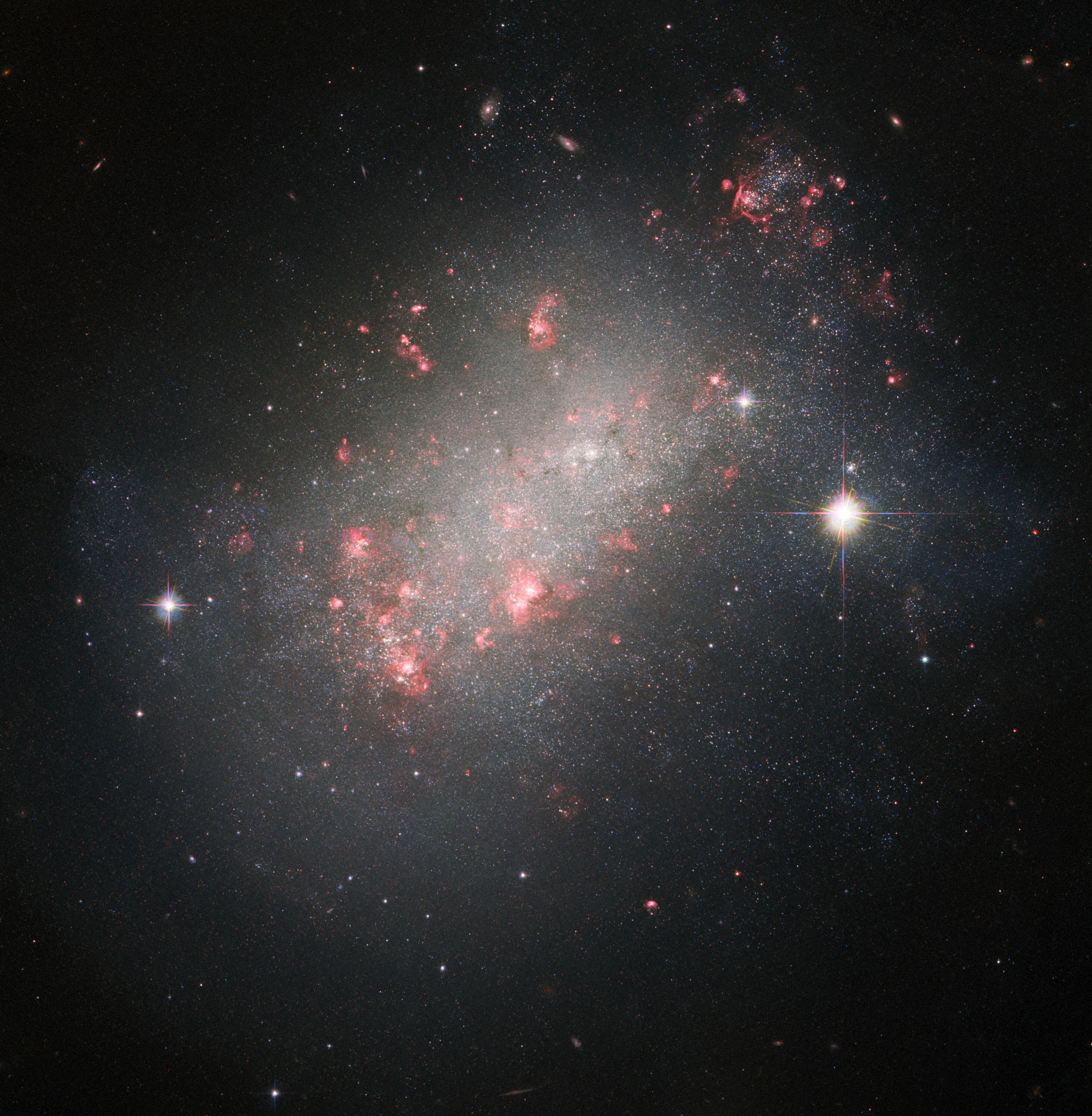
NGC 1156 par le télescope spatial Hubble.

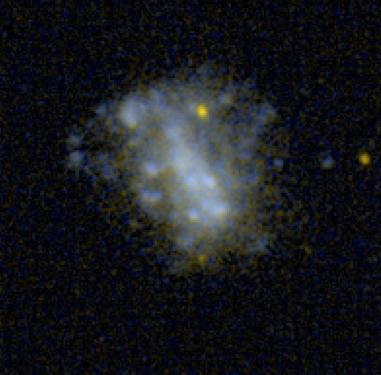
NGC 1156 dans le domaine de l'ultraviolet par le télescope GALEX.

NGC 1156 est une petite galaxie irrégulière de type magellanique située dans la constellation du Bélier. NGC 1156 a été découverte par l'astronome germano-britannique William Herschel en 1786.

## Caractéristiques
La classe de luminosité de NGC 1156 est V-VI et elle présente une large raie HI. Elle renferme également des régions d'hydrogène ionisé.
Selon la base de données Simbad, NGC 1156 est une radiogalaxie.

### Distance
Sa vitesse par rapport au fond diffus cosmologique est de  174 ± 14 km/s, ce qui correspond à une distance de Hubble de 2,57 ± 0,28 Mpc (∼8,38 millions d'al).
À ce jour, huit mesures non basées sur le décalage vers le rouge (redshift) donnent une distance de 6,091 ± 1,819 Mpc (∼19,9 millions d'al), ce qui est à l'extérieur des valeurs de la distance de Hubble. Comme cette galaxie est près du Groupe local, cette distance est probablement plus près de la réalité.

### Morphologie
NGC 1156 a été utilisée par Gérard de Vaucouleurs comme une galaxie de type morphologique IB(s)m dans son atlas des galaxies,.

## Masse de NGC 1156
Selon un article publié en 2022, la masse de gaz froid de NGC 1156 est égale à ((4,7 ± 0,5)) × 108 {\displaystyle M_{\odot }} ce qui représente une fraction égale à 0,85 ± 0,09 de la masse de la galaxie. Ces données permettent de calculer la masse de la galaxie, calcul qui donne une masse de (5,53 ± 1,17) x 10 8 {\displaystyle M_{\odot }}  .